# 1210 (szám)
Az 1210 (római számmal: MCCX) az 1209 és 1211 között található természetes szám.

## A szám a matematikában
A tízes számrendszerbeli 1210-es a kettes számrendszerben 10010111010, a nyolcas számrendszerben 2272, a tizenhatos számrendszerben 4BA alakban írható fel.
Az 1210 páros szám, összetett szám. Kanonikus alakja 21 · 51 · 112, normálalakban az 1,21 · 103 szorzattal írható fel. Tizenkét osztója van a természetes számok halmazán, ezek növekvő sorrendben: 1, 2, 5, 10, 11, 22, 55, 110, 121, 242, 605 és 1210.
Az 1184-gyel barátságos számpárt alkotnak.
Az 1210 négy szám valódiosztó-összegeként áll elő, ezek az 1184, 1490, 1604 és 1898.

## Csillagászat
- 1210 Morosovia kisbolygó